# Pfarrkirche Kleinfeistritz

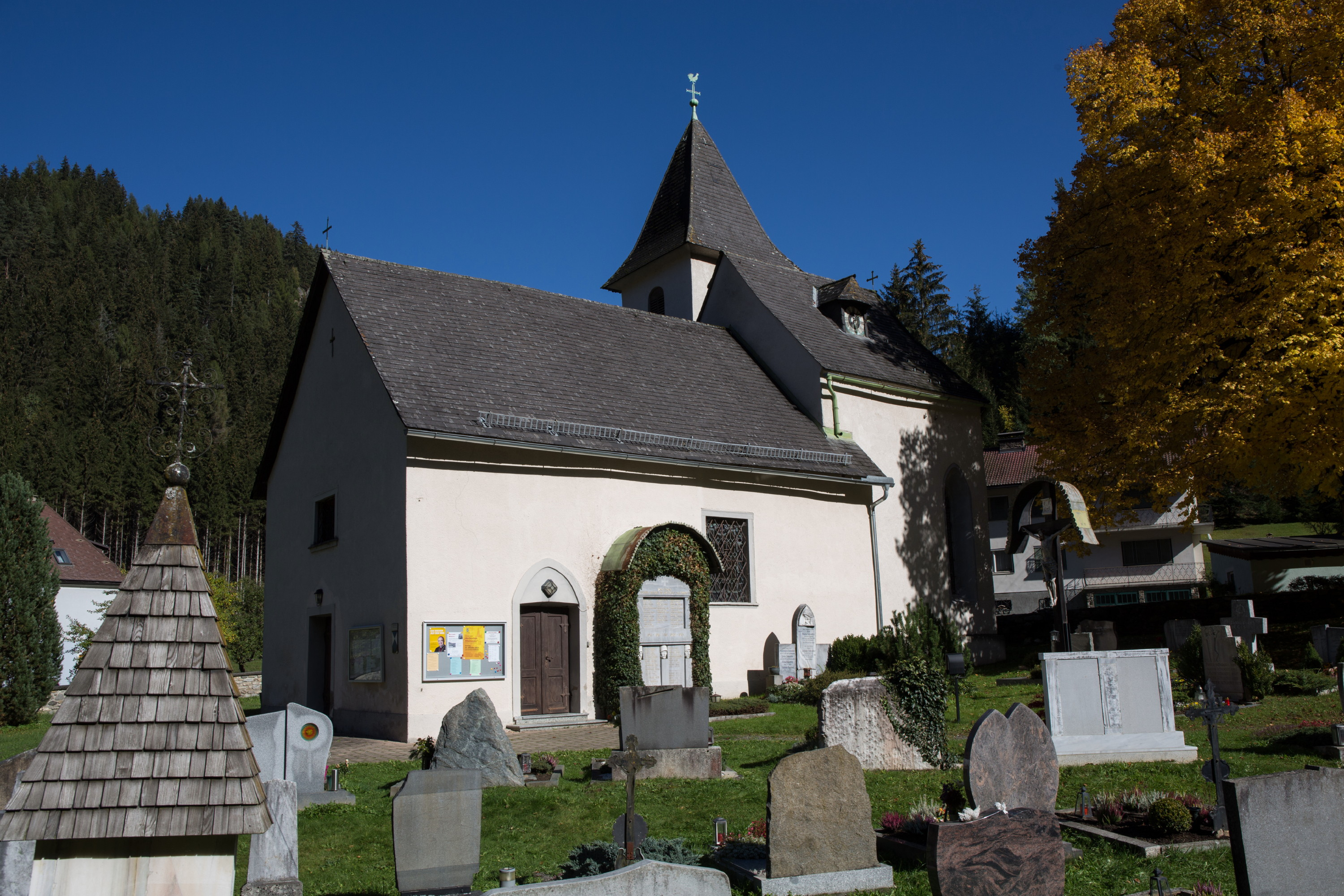
Katholische Pfarrkirche hl. Johannes der Täufer in Kleinfeistritz

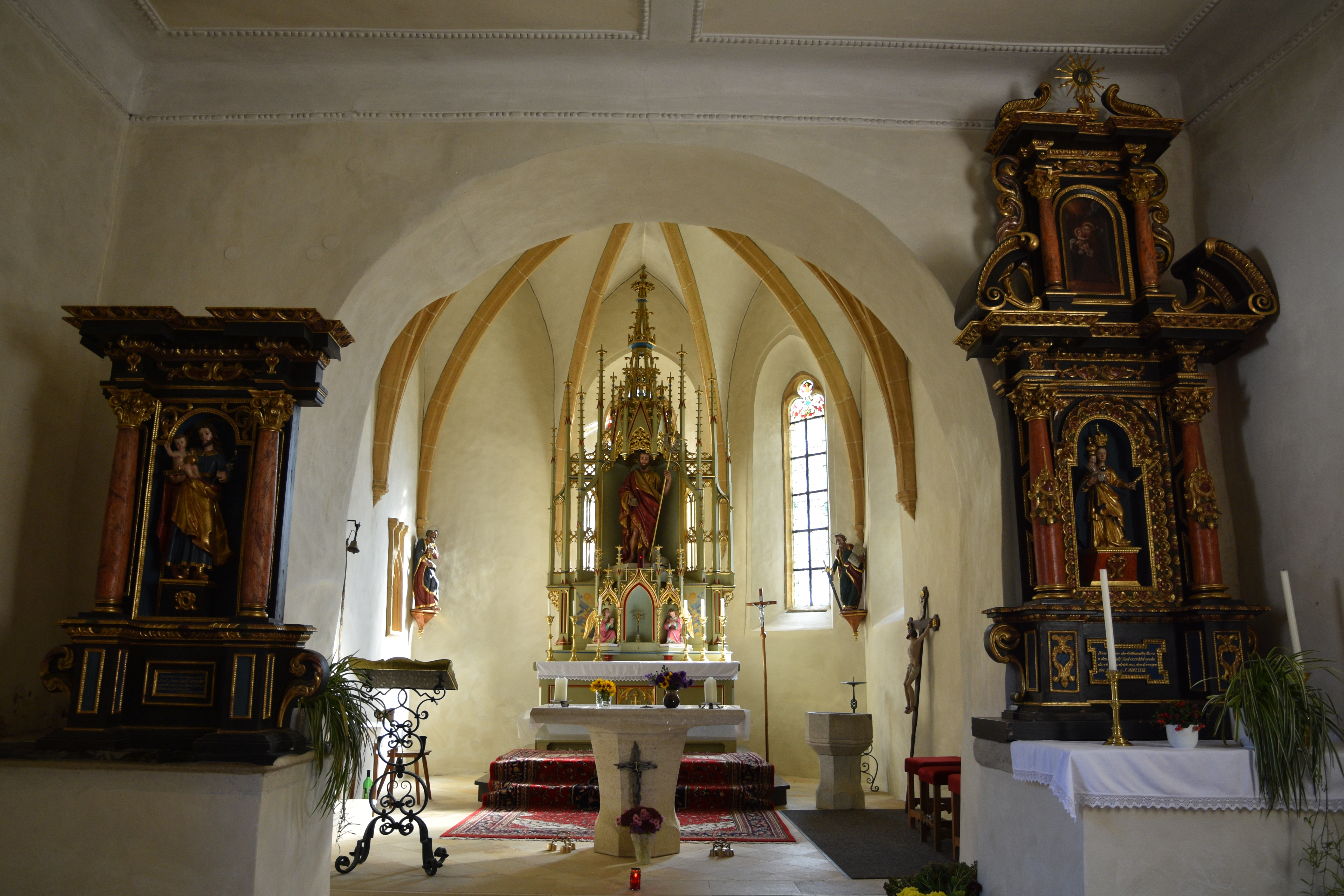
Langhaus, Blick zum Chor

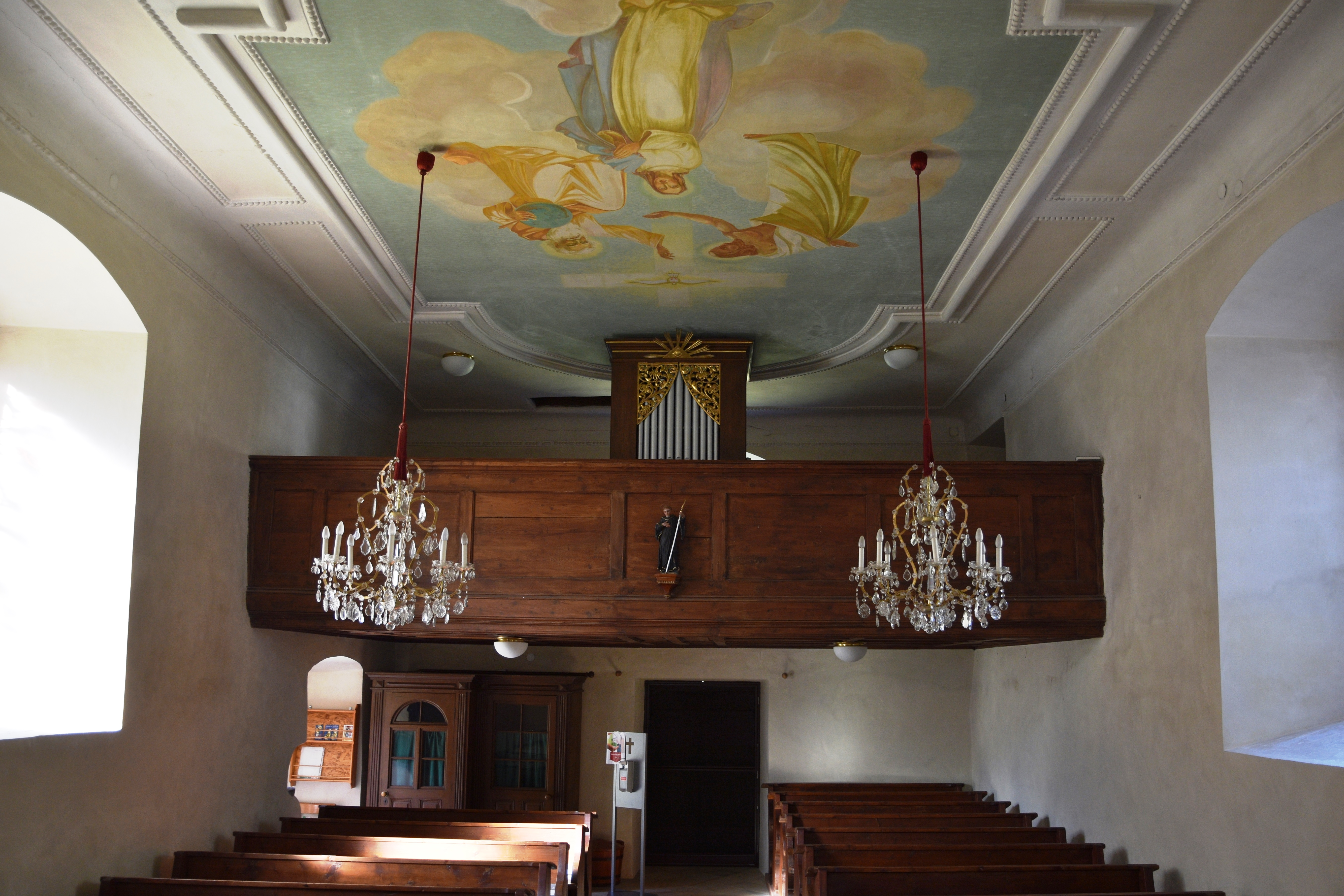
Langhaus, Blick zur Empore

Die römisch-katholische Pfarrkirche Kleinfeistritz steht in der Ortschaft Kleinfeistritz in der Marktgemeinde Weißkirchen in Steiermark im Bezirk Murtal in der Steiermark. Die dem Patrozinium des hl. Johannes der Täufer unterstellte Pfarrkirche gehört zur Region Obersteiermark West (Dekanat Judenburg) der Diözese Graz-Seckau. Die Kirche und der Friedhof stehen unter Denkmalschutz (Listeneintrag).

## Geschichte
Die Kirche entstand um 1350. Der gotische Kirchenbau wurde barock verändert. Die Kirche wurde 1956 restauriert.
Bis 1958 war die Kirche dem Stift St. Lambrecht inkorporiert.

## Architektur
Der Turm im nördlichen Chorwinkel trägt einen Spitzhelm. 
Das barockisierte Langhaus hat eine Flachdecke mit Eierstabstuck um 1700. Die Westempore ist aus Holz. Der Chorbogen zeigt sich barock. Der Chor mit einem Kreuzrippengewölbe auf Konsolen schließt mit einem Fünfachtelschluss mit Maßwerkfenstern. Im Chor gibt es ein Sakramentshäuschen mit Kielbogen und Nonnenschluss, wimpergbekrönt mit seitlichen Fialen, das Gitter ist neugotisch. Der achtseitige Taufstein ist gotisch.

## Einrichtung
Der neugotische Hochaltar entstand um 1900. Die Seitenaltäre aus 1682 wurden 1908 restauriert. Die Statuen der Heiligen Peter und Paul entstanden um 1700. Die Figur Auferstandener schuf die Werkstatt des Balthasar Prandtstätter.
Die Orgel aus dem Ende des 18. Jahrhunderts. Eine Glocke nennt das Jahr 1658.